# 廣州公車南K7路
广州公交南沙K7路是由广州南沙润信公交有限公司运营的公交路线，往來广州南站总站和大岗公交总站。

## 历史
南沙K7路于2020年1月27日正式开通，填补了廣州南站直達大岗镇、榄核镇的公交空白，拓展了公交线网的服务范围，两镇居民可以乘坐南沙K7路直达廣州南站，换乘高鐵、地铁，以及在廣州南站總站轉乘其他公交线路，前往廣州及佛山的多個地區。

## 路线
南沙K7路从广州南站总站出发，经东新高速和南二环高速，在榄核交流道驶出，通过星海大道抵达榄核镇，行走于榄核镇内道路，随后进入榄九路，经顺河街和繁荣路，抵达大岗镇，行经镇内道路后抵达大岗公交总站，返程路线大致相同。